# Innocence and illusion
Innocence and illusion is het debuutalbum van Amanda Lehmann. 

## Inleiding
Lehmann, van oorsprong klassiek pianist, is in 2021 al jaren bezig in de muziekindustrie. Haar eerste wapenfeit was het album Through the haze, dat ze in 1994 maakte met Eddy Deegan onder de naam Wazzoon. Op platengebied bleef het stil, maar ze werd sinds 2009 steeds vermeld op de creditslijst van albums van Steve Hackett, die trouwde met Jo Lehmann. In 2010 volgde een digitale ep onder de titel Shadow, bedoeld voor een muziekalbum, maar het kwam er niet meer van.
Door de connectie met Steve Hackett kon ze gerenommeerde musici uit de progressieve rock inschakelen; het zijn leden of ex-leden uit zijn band. De muziek van het album bevat nummers in dat genre, maar ook singer-songwriter, jazz en blues zijn vertegenwoordigd.

## Musici
- Amanda Lehmann – zang (1-9), gitaar (1-8), toetsinstrumenten 91, 4, 6, 7, 8)
- Nick Magnus – toetsinstrumenten (1, 2, 4, 6, 8) (ex Steve Hackettband)
- Roger King – toetsinstrumenten (3,5 ) (Steve Hackettband)
- Steve Hackett – gitaar (6, 9), mondharmonica (3)
- Rob Townsend – altsaxofoon (3,5) (Steve Hackettband)
- Paul Johnson (levensgezel van Amanda) - achtergrondzang (4)

## Muziek
| Nr. | Titel                                        | Duur |
| --- | -------------------------------------------- | ---- |
| 1.  | Who are the heroes? (Lehmann)                | 6:58 |
| 2.  | Tinkerbell (Lehmann)                         | 5:59 |
| 3.  | Only happens when it rains (Lehmann)         | 3:47 |
| 4.  | The watcher (Lehmann)                        | 7:20 |
| 5.  | Memory lane (Lehmann)                        | 4:52 |
| 6.  | Forever days (Lehmann)                       | 5:25 |
| 7.  | We are one (Lehmann)                         | 4:56 |
| 8.  | Children delusions (Lehmann)                 | 4:50 |
| 9.  | Where the small things go (Lehmann, Hackett) | 1:42 |